# Новые Черёмушки (станция метро)
«Но́вые Черёмушки» —  станция Московского метрополитена. Расположена на Калужско-Рижской линии между станциями «Профсоюзная» и «Калужская».

## История и происхождение названия
Станция построена в 1962 году в составе участка «Октябрьская» — «Новые Черёмушки», после ввода в эксплуатацию которого в Московском метрополитене стало 65 станций. Название происходит от исторического района Новые Черёмушки, в котором находится станция, одного из первых двух районов массовой («хрущёвской») застройки. Название района, в свою очередь, происходит от находящегося северо-восточнее района Черёмушки, расположенного на месте известного ещё с XVI века одноимённого села.

## Вестибюли и пересадки
Наземный вестибюль отсутствует, выход в город производится по подземным переходам на улицы Профсоюзная, Гарибальди и Академика Полякова. Переходов на другие станции нет.

## Техническая характеристика
«Новые Черёмушки» — колонная станция мелкого заложения (сороконожка). Глубина — 7 м; с тремя пролётами. Сооружена по проекту архитекторов М. Ф. Марковского и А. К. Рыжкова. За станцией расположены шестистрелочные оборотные пути, используемые в часы пик, а также в дневное время для технического обслуживания и отстоя составов. Эти пути переходят в соединительные ветви в электродепо «Калужское».

## Оформление
На станции два ряда по 38 колонн с шагом 4 м. Колонны отделаны желтоватым мрамором; путевые стены облицованы ранее желтоватой, а ныне оранжевой (основной цвет), чёрной (нижняя часть) и коричневой (две полосы) керамической плиткой. В период с сентября 2021 по декабрь 2022 года проводились работы по замене облицовочной плитки на путевых стенах, утратив первоначальный облик. Новые плитки теперь оранжевого цвета. Пол выложен серым и красным гранитом.

## Наземный общественный транспорт
На этой станции можно пересесть на следующие маршруты городского пассажирского транспорта:
- Автобусы: 1, с5, 103, 113, 153, 172, 196, 246, 616, 648, 845, 915, 993, т60

## Происшествия
7 марта 2016 года примерно в 14:00 произошёл пожар в северном вестибюле станции. По официальным данным, причиной аварии стало возгорание релейного шкафа, в результате чего на южном радиусе Калужско-Рижской линии отказало сигнальное оборудование. Официально ограничения работы были установлены до 1:00 12 марта: на участке «Октябрьская» — «Тёплый стан» было ограничено движение поездов, а на участке «Тёплый стан» — «Новоясеневская» запрещена посадка и высадка пассажиров в сторону центра. Также с 7:00 до 10:30 и c 16:00 до 21:00 временно закрыты станции «Шаболовская» и «Академическая». Фактически ограничения были отменены утром 11 марта, кроме станции «Новые Черёмушки», на которой ремонт южного вестибюля продлён до 5:30 14 марта.

## Станция в цифрах
- Код станции — 103.
- Пикет ПК120+37,7
- В марте 2002 года пассажиропоток по входу составлял 52,8 тыс. чел.
- Таблица времени прохождения первого поезда через станцию[5]:

| По чётным числам                | Будние дни | Выходные дни |
| По нечётным числам              | Будние дни | Выходные дни |
| В сторону станции «Калужская»   | 05:54:00   | 05:53:00     |
| В сторону станции «Калужская»   | 05:52:00   | 05:50:00     |
| В сторону станции «Профсоюзная» | 05:35:00   | 05:38:00     |
| В сторону станции «Профсоюзная» | 05:35:00   | 05:34:00     |

## Фотографии
| - Зал станции - Посадочная платформа - Название на путевой стене (до ремонта) - Северный выход |